# كيسين-نوما (مياغي)
كيسين-نوما (باليابانية: 気仙沼市 كيسين-نوما-شي) هي مدينة في أقصى شمال محافظة مياغي، اليابان، تأسست في 1 يونوي 1953.
في 11 مارس 2011 تعرضت المدينة إلى ضرر بالغ جراء الزلزال بشدة 8.9 درجة عزم وموجات التسونامي التي تبعت ذلك، حيث نتج عن ذلك أكثر من 11 ألف لاجئ في المدينة.

## جغرافيا
يحيط بالمدينة من الشرق خليجي هيروتا وكيسين-نوما المطلين على المحيط الهادي وبلدة ميناميسانريكو من الجنوب، بينما تحيط بها محافظة إيواته من الجوانب الأخرى في قرية مورونه من الغرب، وريكوزينتاكا من الشمال.

## المناخ
يظهر الجدول التالي التغييرات المناخية على مدار السنة لكيسين-نوما:
| البيانات المناخية لـكيسين-نوما      | البيانات المناخية لـكيسين-نوما | البيانات المناخية لـكيسين-نوما | البيانات المناخية لـكيسين-نوما | البيانات المناخية لـكيسين-نوما | البيانات المناخية لـكيسين-نوما | البيانات المناخية لـكيسين-نوما | البيانات المناخية لـكيسين-نوما | البيانات المناخية لـكيسين-نوما | البيانات المناخية لـكيسين-نوما | البيانات المناخية لـكيسين-نوما | البيانات المناخية لـكيسين-نوما | البيانات المناخية لـكيسين-نوما | البيانات المناخية لـكيسين-نوما |
| الشهر                               | يناير                          | فبراير                         | مارس                           | أبريل                          | مايو                           | يونيو                          | يوليو                          | أغسطس                          | سبتمبر                         | أكتوبر                         | نوفمبر                         | ديسمبر                         | المعدل السنوي                  |
| ----------------------------------- | ------------------------------ | ------------------------------ | ------------------------------ | ------------------------------ | ------------------------------ | ------------------------------ | ------------------------------ | ------------------------------ | ------------------------------ | ------------------------------ | ------------------------------ | ------------------------------ | ------------------------------ |
| الدرجة القصوى °م (°ف)               | 15.7 (60.3)                    | 17.2 (63.0)                    | 23.5 (74.3)                    | 30.8 (87.4)                    | 34.0 (93.2)                    | 33.0 (91.4)                    | 36.7 (98.1)                    | 36.4 (97.5)                    | 34.9 (94.8)                    | 27.6 (81.7)                    | 23.4 (74.1)                    | 20.5 (68.9)                    | 36.7 (98.1)                    |
| متوسط درجة الحرارة الكبرى °م (°ف)   | 4.2 (39.6)                     | 4.8 (40.6)                     | 8.2 (46.8)                     | 14.1 (57.4)                    | 18.6 (65.5)                    | 21.6 (70.9)                    | 25.0 (77.0)                    | 27.2 (81.0)                    | 23.7 (74.7)                    | 18.7 (65.7)                    | 12.8 (55.0)                    | 7.2 (45.0)                     | 15.6 (60.1)                    |
| المتوسط اليومي °م (°ف)              | 0.1 (32.2)                     | 0.5 (32.9)                     | 3.4 (38.1)                     | 8.8 (47.8)                     | 13.4 (56.1)                    | 17.1 (62.8)                    | 20.8 (69.4)                    | 22.9 (73.2)                    | 19.3 (66.7)                    | 13.6 (56.5)                    | 7.8 (46.0)                     | 2.9 (37.2)                     | 10.9 (51.6)                    |
| متوسط درجة الحرارة الصغرى °م (°ف)   | −3.5 (25.7)                    | −3.4 (25.9)                    | −1.1 (30.0)                    | 3.7 (38.7)                     | 8.6 (47.5)                     | 13.4 (56.1)                    | 17.7 (63.9)                    | 19.6 (67.3)                    | 15.6 (60.1)                    | 9.2 (48.6)                     | 3.2 (37.8)                     | −0.9 (30.4)                    | 6.9 (44.4)                     |
| أدنى درجة حرارة °م (°ف)             | −12.5 (9.5)                    | −12.6 (9.3)                    | −9.8 (14.4)                    | −4.1 (24.6)                    | 0.0 (32.0)                     | 4.1 (39.4)                     | 9.9 (49.8)                     | 11.7 (53.1)                    | 5.7 (42.3)                     | −0.3 (31.5)                    | −4.0 (24.8)                    | −10.1 (13.8)                   | −12.6 (9.3)                    |
| الهطول مم (إنش)                     | 41.4 (1.63)                    | 44.3 (1.74)                    | 87.4 (3.44)                    | 119.4 (4.70)                   | 119.1 (4.69)                   | 153.7 (6.05)                   | 186.4 (7.34)                   | 170.1 (6.70)                   | 186.6 (7.35)                   | 131.0 (5.16)                   | 79.9 (3.15)                    | 40.9 (1.61)                    | 1٬360٫1 (53.55)                |
| متوسط أيام هطول الأمطار (≥ 1.0 mm)  | 6.2                            | 5.9                            | 9.5                            | 9.0                            | 9.9                            | 10.9                           | 13.3                           | 11.0                           | 11.9                           | 9.2                            | 7.9                            | 6.6                            | 111.5                          |
| ساعات سطوع الشمس الشهرية            | 149.9                          | 146.4                          | 169.3                          | 189.5                          | 191.8                          | 156.3                          | 142.6                          | 159.1                          | 126.4                          | 154.2                          | 147.9                          | 138.0                          | 1٬871٫8                        |
| المصدر: Japan Meteorological Agency |                                |                                |                                |                                |                                |                                |                                |                                |                                |                                |                                |                                |                                |

## توأمة
لكيسين-نوما (مياغي) اتفاقيات توأمة مع كل من:
- بونتاريناس [الإنجليزية]‏
- زهوشان

## أعلام
- إيشين تشيبا
- كينتا تشيدا
- كينسوكي هاتاكياما
- تشيكو سوغاوارا
- تاكاشي أزوما
- ماساكازو فوكودا